# Krzysztof Klepczyński
Krzysztof Klepczyński – polski dziennikarz radiowy. Z redakcją sportową Polskiego Radia w Katowicach związany od września 1985. Od 1998 kierownik redakcji. Współtwórca najstarszej w historii polskiej radiofonii sportowej audycji sprawozdawczej „Z mikrofonem po boiskach”.

## Komentator
- Zimowych Igrzysk Olimpijskich w Albertville 1992, Turynie 2006, Vancouver 2010, Pyeongchang 2018
- Letnich Igrzysk Olimpijskich w Barcelonie 1992, Londynie 2012, Rio de Janeiro 2016
- Mistrzostw Świata w narciarstwie klasycznym 1991 Val di Fiemme, 2001 Lahti, 2003 Val di Fiemme.
- Mistrzostw Europy w siatkówce kobiet 1991 Rzym, 1995 Groningen, 1997 Brno, 1999 Rzym, 2005 Zagrzeb, 2009 Łódź, 2019 Łódź
- Mistrzostw Europy w siatkówce mężczyzn 1991 Berlin, 1993 Turku, 1995 Ateny, 2001 Ostrawa, 2011 Wiedeń.
- Meczów reprezentacji Polski w kwalifikacjach piłkarskich Mistrzostw Świata i Europy.
- Meczów klubowych Pucharów Europejskich polskich drużyn siatkarskich, piłki ręcznej i piłki nożnej.

## Odznaczenia
- W 1999 roku odznaczony przez Polski Komitet Olimpijski „Złotym Medalem Za Zasługi dla Polskiego Ruchu Olimpijskiego”.
- W 2005 roku odebrał z rąk Prezydenta RP „Srebrny Krzyż Zasługi”.

## Źródło
- http://www.radio.katowice.pl/ludzie-radia-katowice,12,Krzysztof-Klepczynski.html